# Glicirrizina
A glicirrizina (ácido glicirrízico ou ácido glicirretínico) é o principal constituinte de sabor doce da raiz de Glycyrrhiza glabra (alcaçuz). Estruturalmente, é uma saponina usada como emulsificante e agente formador de gel em alimentos e cosméticos. Sua aglicona é a enoxolona [en].

## Farmacocinética
Após a ingestão oral, a glicirrizina é hidrolisada em ácido 18β-glicirretínico (enoxolona) pelas bactérias intestinais. Ao ser absorvido pelo intestino, o ácido 18β-glicirretínico é metabolizado em ácido 3β-monoglucuronil-18β-glicirretínico no fígado. Esse metabólito circula na corrente sanguínea, consequentemente, sua biodisponibilidade oral é baixa. A maioria é eliminada pela bile e apenas uma pequena parte (0,31-0,67%) pela urina. Após a ingestão oral de 600 mg de glicirrizina, o metabólito aparece na urina após 1,5 a 14 horas. As concentrações máximas (0,49 a 2,69 mg/L) foram alcançadas após 1,5 a 39 horas e o metabólito pode ser detectado na urina após 2 a 4 dias.

## Propriedades flavorizantes
A glicirrizina é obtida como um extrato [en] da raiz de alcaçuz após maceração e fervura em água. O extrato de alcaçuz (glicirrizina) é vendido nos Estados Unidos como líquido, pasta ou pó seco por atomização. Quando em quantidades especificadas, é aprovado para uso como sabor e aroma em alimentos industrializados, bebidas, doces, suplementos alimentares e temperos. É 30 a 50 vezes mais doce que a sacarose (açúcar comum).

## Efeitos colaterais
O efeito colateral mais amplamente relatado do uso de glicirrizina por meio do consumo de caramelo de alcaçuz é a redução dos níveis de potássio no sangue, o que pode afetar o equilíbrio dos fluidos [en] corporais e a função dos nervos. O consumo crônico de alcaçuz preto, mesmo em quantidades moderadas, está associado a um aumento da pressão arterial, pode causar ritmo cardíaco irregular e pode ter interações adversas com medicamentos prescritos. Em casos extremos, pode ocorrer a morte como resultado do consumo excessivo.